# The Astral Files
The Astral Files är Astral Projections första album ges ut på deras privata skivbolag Trust in Trance Records. Albumet släpptes 1996.

## Låtlista
1. Ionized - 7:23
2. Zero - 5:56
3. Enlightened Evolution (Remix) - 7:20
4. Free Tibet - 7:40
5. Maian Dream - 7:01
6. Kabalah (New Age Mix) - 09:12
7. Time Began with the Universe (The End of Time Mix) - 7:23
8. Utopia (Concept Remix) - 07:48
9. Electronic - 09:03
10. Ambience - 07:41